# Turners Falls (Massachusetts)
Turners Falls es un lugar designado por el censo ubicado en el condado de Franklin en el estado estadounidense de Massachusetts. En el Censo de 2010 tenía una población de 4.470 habitantes y una densidad poblacional de 751,03 personas por km².

## Geografía
Turners Falls se encuentra ubicado en las coordenadas 42°35′51″N 72°33′19″O / 42.59750, -72.55528. Según la Oficina del Censo de los Estados Unidos, Turners Falls tiene una superficie total de 5.95 km², de la cual 4.94 km² corresponden a tierra firme y (17.01%) 1.01 km² es agua.

## Demografía
Según el censo de 2010, había 4.470 personas residiendo en Turners Falls. La densidad de población era de 751,03 hab./km². De los 4.470 habitantes, Turners Falls estaba compuesto por el 91.41% blancos, el 1.52% eran afroamericanos, el 0.4% eran amerindios, el 0.54% eran asiáticos, el 0.04% eran isleños del Pacífico, el 2.91% eran de otras razas y el 3.18% pertenecían a dos o más razas. Del total de la población el 7.25% eran hispanos o latinos de cualquier raza.